# انو رات
انو رات (به بلغاری: Enev rat) یک منطقهٔ مسکونی در بلغارستان است که در سولیوو واقع شده‌است.